# Limenitis deborah
Limenitis deborah är en fjärilsart som beskrevs av Archibald C. Weeks 1901. Limenitis deborah ingår i släktet Limenitis och familjen praktfjärilar. Inga underarter finns listade i Catalogue of Life.